# Brahmaputra

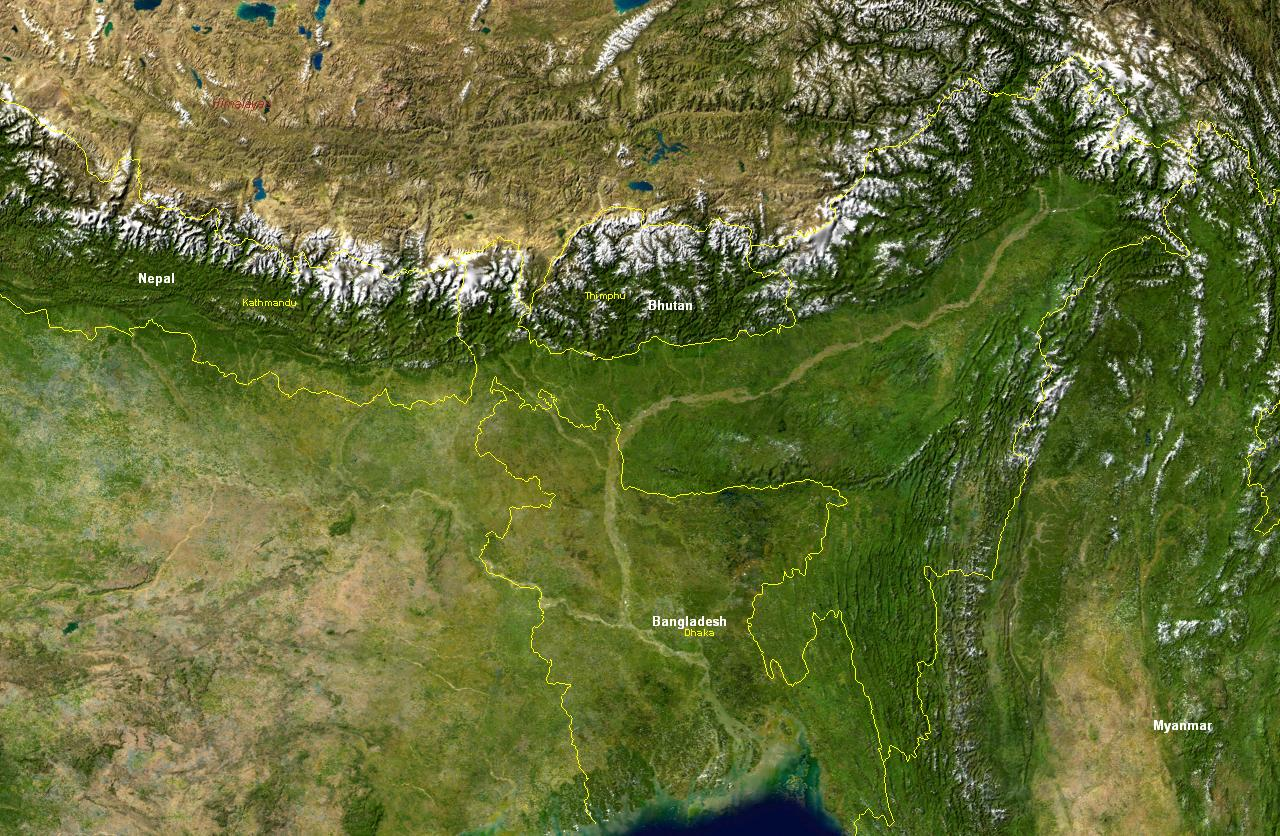
Satellitfoto över floden och dess lopp.

Brahmaputra ("Brahmas son") är en av Asiens största floder. Längden är cirka 2 900 km.
Floden rinner upp i västra Tibet på 30° 45' nordlig bredd och 82° 20' östlig längd, på en höjd av 4 720 meter över havet, strax öster om Manasarowarsjöarna, i vilkas närhet också både Sutlej och Indus rinner upp. Sträckan i Tibet är 1 650 km och där kallas floden Yarlung Tsangpo. Sven Hedin kartlade 1907 Yarlung Tsangpos källflöden, och förlade den egentliga källan till Kubigangriglaciärerna på Himalaya. Floden flyter åt öster, norr om Himalaya. Flera bifloder uppgår i Yarlung Tsangpo, däribland utflödet från den på 4 210 meters höjd liggande stora sjön Jamdoktso (Palti), och från norr inflyter bland annat Lhasa River/Kyi Chu/Kitsju, vid vilken Tibets residensstad Lhasa ligger. I sydöstra Tibet formar Yarlung Tsangpo en kanjon som anses vara världens längsta (504,6 km) och djupaste (6 009 m). I detta område gör floden ett väldigt knä omkring Naiuphulaberget och börjar vid Gjaladshong (2 410 meter över havet) sin genombrottsdal öster om Himalaya till Arunachal Pradesh i Indien, där den kallas Dihang.
Efter inträdet i Assam i närheten av Sadiya (100 meter över havet) får floden namnet Brahmaputra efter ett mindre betydande tillflöde som kommer från sydöstra Tibet. Riktningen blir nu mot sydväst, och floden börjar snart dela sig i flera armar, som omsluter stora flodöar. Vid Guwahati är bredden 1 509 meter och djupet 23 meter. Vid Goalpara böjer sig Brahmaputra mot söder kring Garo Hills.
Ganges och Brahmaputras deltan är förenade till ett, tillsammans upptagande 82 594 kvadratkilometer. Brahmaputras huvudarm Jamuna sammanflyter med Ganges vid Goalanda. Namnet Brahmaputra ges en östligare flodarm, Old Brahmaputra River, som sedan 1700-talet är obetydligare. Den förlorar detta namn då den flyter in i armen Meghna.
Vattenmängden växlar mycket. I mars, då snön på bergen smälter, börjar Brahmaputra att stiga och växer alltjämt under den därpå följande regntiden. I september börjar floden sjunka.
Brahmaputra är en av flera heliga floder inom hinduismen.